# Marmaris
Marmaris este o stațiune la Marea Mediterană din provincia Muğla, Turcia

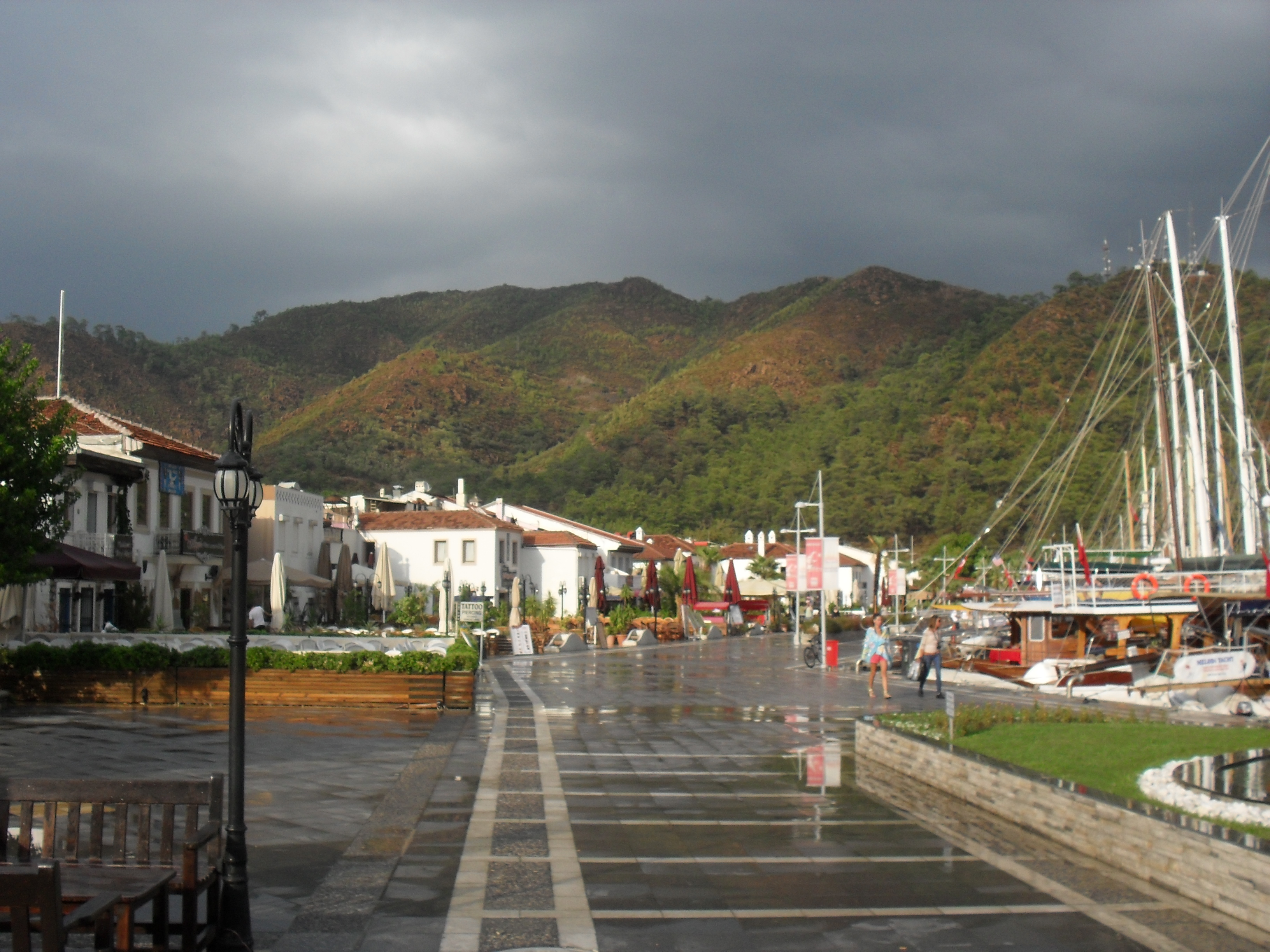